# Bidessus grossepunctatus
Bidessus grossepunctatus är en skalbaggsart som beskrevs av Vorbringer 1907. Bidessus grossepunctatus ingår i släktet Bidessus och familjen dykare. Arten är reproducerande i Sverige. Inga underarter finns listade i Catalogue of Life.